# Castro del Raso

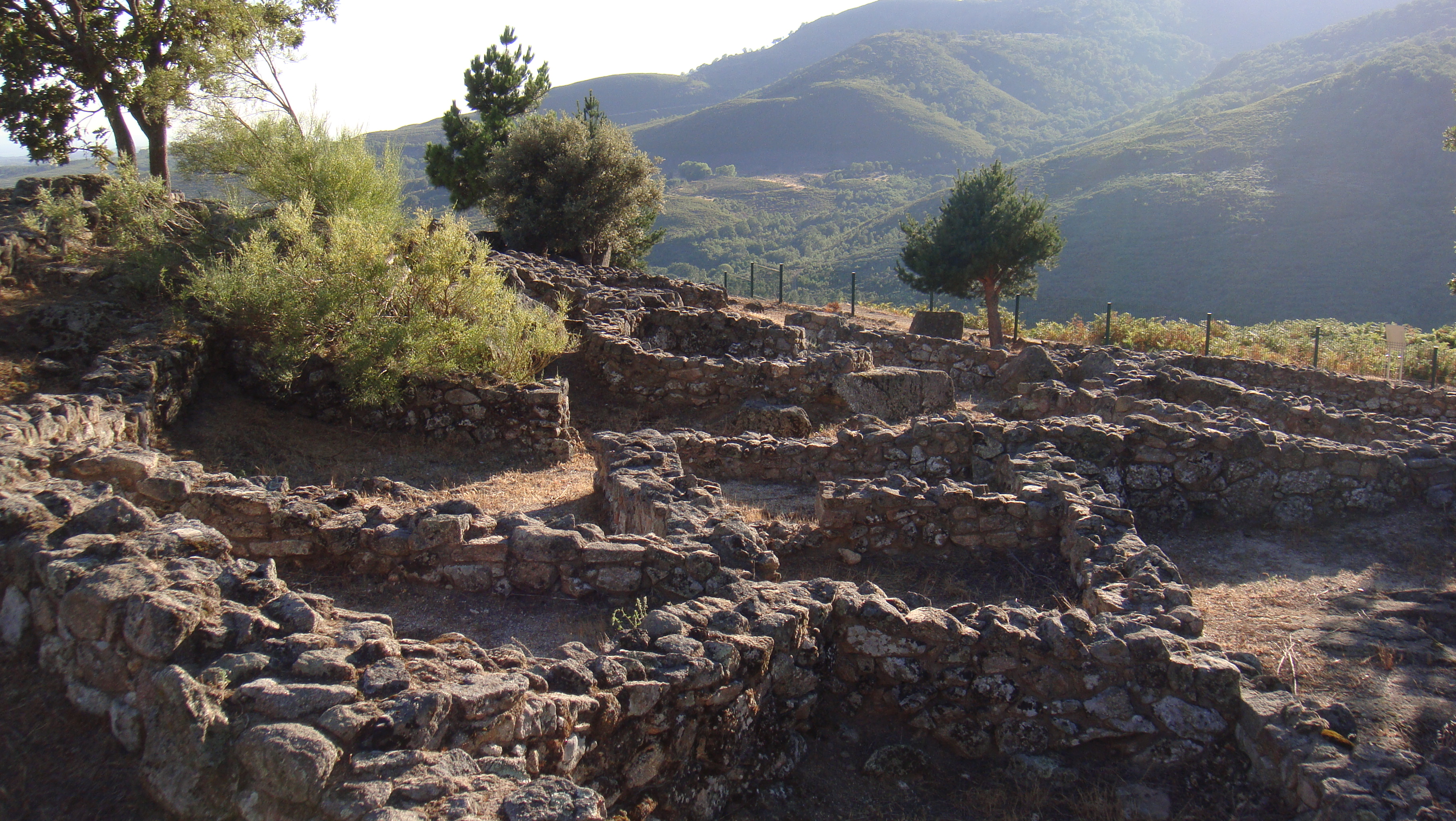
Castro del Raso – Fundamente von Wohnhäusern

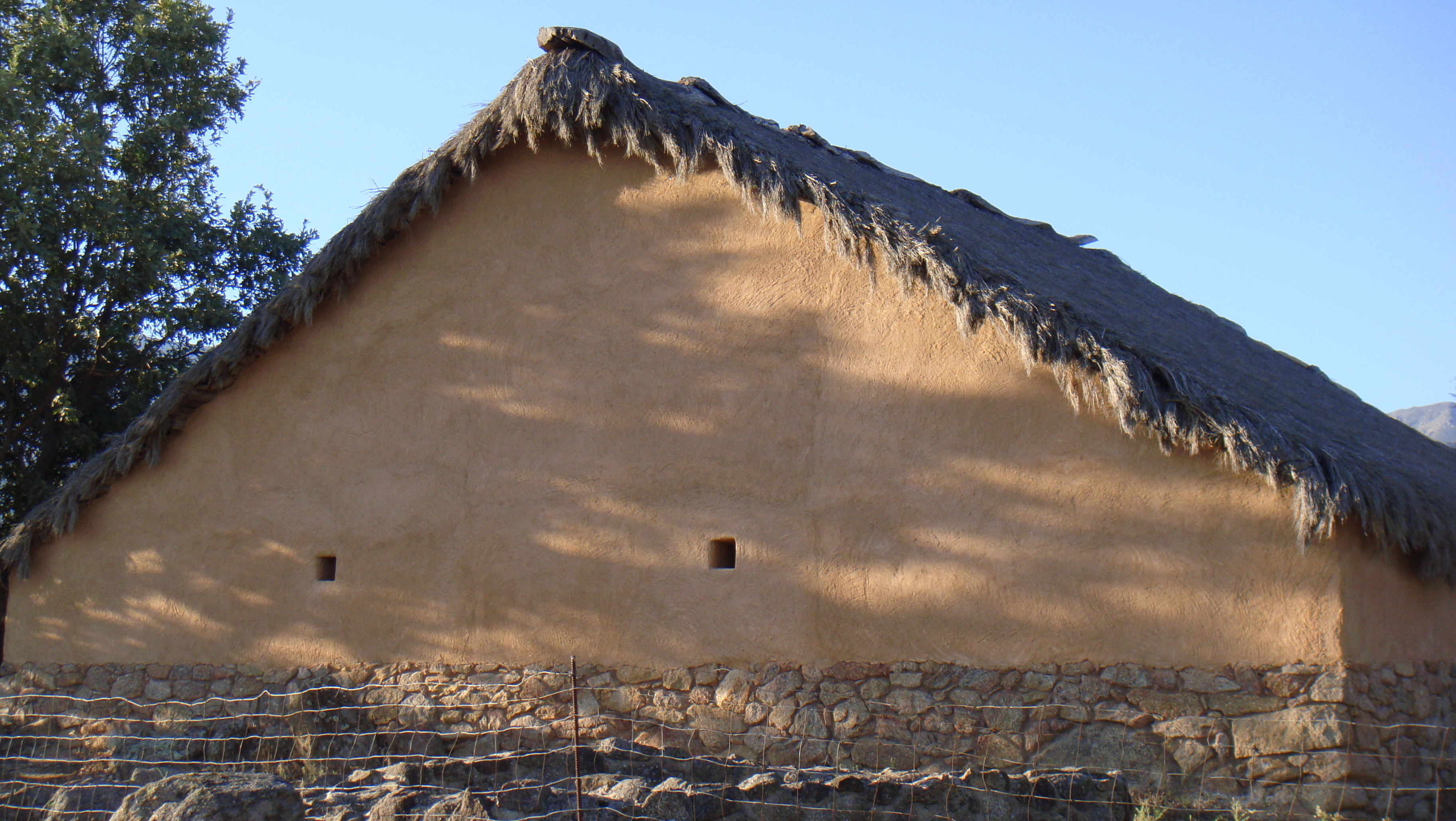
Castro del Raso – rekonstruiertes Gebäude aus Lehm

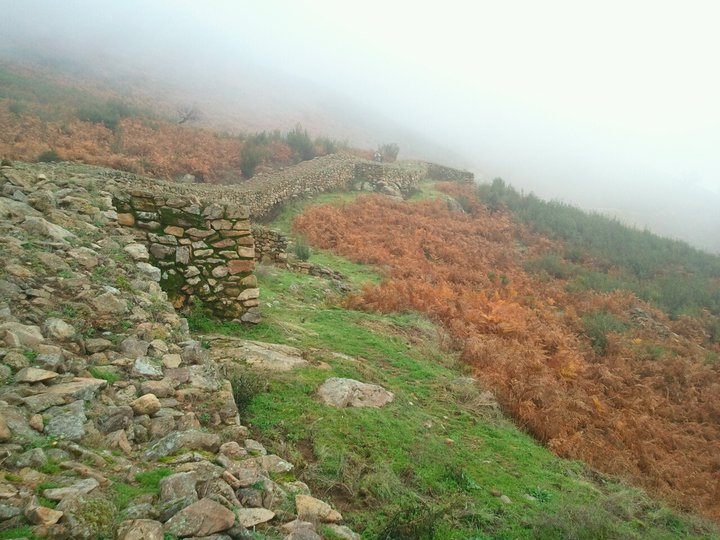
Castro del Raso – rekonstruiertes Teilstück der Umfassungsmauer

Das Castro del Raso (auch Castro de Candeleda oder Castro del Freillo) ist eine ehemalige, in Teilen rekonstruierte, keltische Höhenfestung im Süden der Provinz Ávila und der Autonomen Region Kastilien-León in Zentralspanien.

## Lage
Als einzige bisher bekannte größere keltische Höhenfestung lag das Castro del Raso auf einem Hügel (Collado del Freillo) an einem Südhang der Sierra de Gredos in ungefähr 790 m Höhe. Die archäologische Stätte befindet sich gut 14 km (Fahrtstrecke) westlich der Kleinstadt Candeleda bzw. ca. 106 km südwestlich der Stadt Ávila.

## Geschichte
Die Bergfestung gehörte zum Stammesgebiet der Vettonen und war wahrscheinlich von der späten Bronzezeit bis weit in die Eisenzeit hinein (7. bis 1. Jahrhundert v. Chr.) besiedelt. Danach wurde sie im Zuge der Romanisierung der Iberischen Halbinsel aufgegeben und erst im Jahr 1931 von Archäologen wiederentdeckt.

## Archäologische Stätte
In der ca. 2 km langen, etwa 3 m dicken und mit nur einem Zugang versehenen Bruchsteinmauer befinden sich einige runde Strukturen, die als Wach- oder Fluchttürme identifiziert wurden. Die etwa 20 ha große eigentliche archäologische Stätte besteht hauptsächlich aus den ebenfalls aus Bruchsteinen gefertigten Fundamenten mehrerer Häuser, deren fensterlose Wände jedoch aus Lehm bestanden. Die Satteldächer wurden aus langen zusammengebundenen Ästen gefertigt und mit einer Abdeckung aus Stroh und/oder Grassoden versehen. Ein Kultplatz oder -gebäude konnte nicht identifiziert werden.

## Nekropolis
Ein Friedhof mit 123 Erdlöchern für Urnenbestattungen befand sich im Süden der Anlage; hier wurden auch Grabbeigaben (Waffen, Schmuck sowie griechische Keramik) gefunden.

## Sonstiges
Einige Kleinfunde aus dem Castro del Raso sind im Museo de Ávila ausgestellt.